# Hawaii (film, 2023)
Pour les articles homonymes, voir Hawaï (homonymie).
Pour plus de détails, voir Fiche technique et Distribution.
Hawaii est un film français réalisé par Mélissa Drigeard et sorti en 2023. Le film utilise comme contexte la fausse alerte de 2018 (en) d'Hawaii.

## Synopsis
Le 13 janvier 2018 au matin, une alerte au missile balistique déclenche le Emergency Alert System à Hawaï. Une bande d'amis français, venus passer des vacances sur l’île de Hawaï, reçoit comme tout le monde le message d'alerte. Ils sont alors tous persuadés qu’ils vont mourir. Face à la mort, ils se disent leurs « quatre vérités » et s'avouent tous ce qu'ils n'ont jamais dit les uns sur les autres. Sébastien leur apprend finalement qu'il s’agit d'une fausse alerte. Mais le mal est fait et le reste des vacances va être très tendu.

## Fiche technique
Sauf indication contraire, les informations mentionnées dans cette section peuvent être confirmées par les bases de données cinématographiques IMDb et Allociné,  présentes dans la section « Liens externes ».
- Titre original : Hawaii
- Réalisation : Mélissa Drigeard
- Scénario : Mélissa Drigeard et Vincent Juillet
- Musique : Valérie Albert
- Décors :
- Costumes : Frédéric Cambier
- Photographie : Myriam Vinocour
- Montage : Laurent Rouan et Jeanne Signé
- Son : Rhym Debbarh-Mounir
- Production : Vivien Aslanian, Benjamin Drouin et Romain Le Grand
  - Producteur délégué : Éric Mathis
- Sociétés de production : France 2 Cinéma et Marvelous Productions
- Sociétés de distribution : Warner Bros.
- Pays de production :  France
- Langue originale : français
- Format : couleur — 2,35:1
- Genre : comédie
- Durée : 104 minutes
- Dates de sortie :
  - France : 10 mai 2023

## Distribution
- Bérénice Bejo : Stéphanie
- Élodie Bouchez : Inès
- Émilie Caen : Sonia
- Eye Haïdara : Florence
- Pierre Deladonchamps : Anton
- Nicolas Duvauchelle : Bruno
- William Lebghil : Raphaël
- Manu Payet : Thomas
- Thomas Scimeca : Rodolphe
- Anne Benoît : Colette, la mère de Thomas
- Franck Vignon : David
- Roxan Bangalter : Etienne
- Lola Bonnecarrère : Mylène
- Yann Bean : le maître-nageur

## Production

### Genèse
L'idée du long-métrage est issue d'une histoire vraie. Le 13 janvier 2018 une alerte au missile nucléaire est diffusée dans l'État américain d'Hawaï, avant qu'elle ne soit rapidement démentie. Découvrant l'anecdote en lisant un journal, le co-scénariste, Vincent Juliet, propose ce postulat de départ à Mélissa Drigeart.

### Choix des interprètes
Parmi les rôles secondaires, on retrouve celui d'Étienne, interprété par Roxan Bangalter. Il joue le fils du personnage d'Inès, interprété par Élodie Bouchez, également sa mère à la ville. Après avoir été approchée par la réalisatrice pour tenir le rôle d'Inès, celle-ci lui proposa de faire tourner son fils dans le film, en raison de son âge similaire à celui d'Étienne. Pas forcément très à l'aise sans vouloir priver son fils d'une expérience, elle choisit de lui faire passer les essais avant elle. Convaincue, son fils fut embauché.

### Tournage
L'intrigue du film se déroule sur l'île d'Hawaï ; contrairement au lieu de tournage qui lui se situe sur l'île de La Réunion. Au départ, il était bien prévu de tourner dans l'État américain, mais en raison de la pandémie de Covid-19, le tournage eut lieu à La Réunion pour « sa ressemblance avec l'île américaine ».

## Accueil

### Accueil critique
En France, le site Allociné donne la note de 2,5⁄5, après avoir recensé 4 critiques de presse.
Pour Caroline Vié (20 Minutes), « Manu Payet est très touchant dans Hawaii de Melissa Drigeard. Il se glisse avec talent au cœur d’une bande de comédiens complices pour ce film où des potes doivent composer avec les vérités qu’ils se sont dites par erreur. ».
Plus mitigé, Laurent Cambon (aVoir-aLire) fait un parallèle avec Les Petits Mouchoirs qui « continuent leur destin cinématographique dans cette comédie amicale, hantée par les sentiments contraires, où le rire rare ne parvient pas à dissiper une certaine vacuité des personnages. ».
Pour Nicolas Didier (Télérama), il s'agit là d'un « énième film de potes détestable(s), à la misogynie larvée et l’entre-soi assumé, sur le modèle de la bande à Guillaume Canet. ».

### Box-office
Pour son premier jour d'exploitation en France, Hawaii a réalisé 12 837 entrées, dont 2 825 en avant-premières, pour un total de 1 695 séances proposées. En comptant pour ce premier jour les avant-premières, le film se positionne en seconde place du box-office des nouveautés pour sa journée de démarrage, derrière L'Exorciste du Vatican (29 348) et devant Le Principal (11 272).
Au bout d’une première semaine d’exploitation dans les salles françaises, le long-métrage totalise 71 825 entrées, pour une cinquième place au box-office hebdomadaire, derrière Les Trois Mousquetaires : D'Artagnan (123 014) et devant Le Principal (60 604).
| Pays ou région | Box-office      | Date d'arrêt du box-office | Nombre de semaines |
| -------------- | --------------- | -------------------------- | ------------------ |
| France         | 113 170 entrées | 30 mai 2023                | 3                  |
| Total mondial  | 850 262 $       | -                          | -                  |